# The Illegal Immigrant
Pour plus de détails, voir Fiche technique et Distribution.
The Illegal Immigrant (非法移民, Fēi Fǎ Yí Mín) est un film hongkongais réalisé par Mabel Cheung, sorti en 1985.
C'est la premier film de la trilogie que Mabel Cheung a consacrée à la migration et qui est suivie par An Autumn's Tale en 1987, et Eight Taels of Gold en 1989. 

## Fiche technique
Sauf indication contraire, les informations mentionnées dans cette section peuvent être confirmées par la base de données cinématographiques IMDb,  présente dans la section « Liens externes ».
- Titre original : 非法移民, Fēi Fǎ Yí Mín
- Titre français : The Illegal Immigrant
- Réalisation : Mabel Cheung
- Scénario : Alex Law (en)
- Photographie : Bobby Bukowski
- Pays d'origine : Hong Kong
- Format : Couleurs - 35 mm - 1,85:1
- Genre : comédie dramatique
- Durée : 98 minutes
- Date de sortie : 1985

## Distribution
- Ching Yung-cho
- Liao Chung-yu
- Peter Lee Kui-yuen

## Distinctions

### Récompense
- Hong Kong Film Awards 1986 : meilleure réalisation[1]

### Nominations
- Hong Kong Film Awards 1986 : meilleur film et meilleur scénario [1]